# 産地発!たべもの一直線
『産地発!たべもの一直線』（さんちはつ!たべものいっちょくせん）は、2007年4月8日から2012年3月18日までNHK総合テレビジョンで放送された、食に関する情報番組である。

## 概要
『たべもの新世紀』の後継番組である。番組自体のコンセプトは『明るい農村』や『明るい漁村』の流れを汲む。3つのキーワードをもとに、全国54放送局のアナウンサーが、産地で大切に育まれる食材の現場やこだわりの生産者に迫る。地域局のVTRでのリポートに加え、スタジオに取材アナウンサー、生産者、ならびにレギュラーの出演者をゲストとして招き、「食」への思いを掘り下げる。番組の締めは、ふるさと通信員から寄せられたビデオレターで郷土料理を紹介する「産地発! とっておきの味」というコーナーであった。
2012年3月18日の放送を最後に番組は終了した。後番組は『うまいッ!』である。

## 歴代出演者

### 司会
- 永島敏行（開始当初から）
- NHKアナウンサー（実質的なアシスタント的位置）
  - 高山哲哉（開始から2008年度まで）
2009年2月12日付で後述井上と入れ替わり広島へ異動した。
  - 井上あさひ（2009・2010年度）
  - 中村慶子（2011年度）

### 主な不定期出演者
- 中井貴恵
当初は準レギュラーとして出演したが2008年度より後述の相田翔子と入れ替わる形で不定期出演者に降格した。
- 奥野史子
番組開始当初から不定期出演者として出演していたが2010年度より主に毎月第2週レギュラーに昇格した。しかし2011年度より再び不定期出演者に降格した。
- 兵藤ゆき
番組開始当初から不定期出演者として出演した。
- Yae
番組開始当初はアシスタントだったが2007年12月23日放送分をもって産休のため退任した。出産後2008年6月より再登板と同時に不定期出演者に降格した。
- 大桃美代子
番組開始当初から2008年度まで準レギュラーとして出演したが2009年度に主に毎月第1週レギュラーとして出演した。しかし2010年度より先述の奥野と入れ替わる形で不定期出演者に降格した。
- 相田翔子
2008年度より準レギュラーとして出演したが2009年度に主に毎月第2週レギュラーとして出演した。2010年度より主に毎月第1週レギュラーとなったが2011年度より不定期出演者に降格した。
- 中山エミリ
2010年5月16日に初出演した。
- ほしのあき
2010年9月19日に初出演した。
- 神田うの
2010年12月19日に初出演した。
- 城之内早苗
2011年1月23日に初出演した。
- 井上和香
2011年2月13日に初出演した。
- 南野陽子
2011年9月11日に初出演した。

## 放送時間
7月および12月を除く毎月最終週は『月刊やさい通信』を放送するため休止された。
総合テレビジョン
- 日曜 6:15 - 6:50
- 月曜 16:05 - 16:40（再放送）

BS2（2010年度で終了）
- 水曜 3:00 - 3:35（火曜深夜、2007年4月10日 - 2009年12月29日）
- 水曜 15:00 - 15:35（2010年1月13日 - 2011年3月23日）

2007年度は教育テレビジョンでも金曜 12:00 - 12:35に放送された。

## テーマ曲
- 恋の天気予報 - 奥華子